# Scarsdale
Scarsdale ist eine Kleinstadt (Town) im Westchester County im amerikanischen Bundesstaat New York mit rund 17.000 Einwohnern. Auf dem Gebiet der Town liegt das gleichnamige Village.

## Persönlichkeiten
- Emily Barringer (1876–1961), amerikanische Medizinerin, die erste Krankenwagenchirurgin
- Trenten Beram (* 1996), philippinischer Leichtathlet
- John R. Boker (1913–2003), Philatelist
- Marcel Breuer (1902–1981), Architekt
- Kara DioGuardi (* 1970), Musikerin
- George Kessler Fraenkel (1921–2009), Chemiker
- Franklin H. Giddings (1855–1931), Soziologe
- Robert Hans Goetz (1910–2000), Mediziner
- Elizabeth Hawley (1923–2018), Journalistin
- John H. Herz (1908–2005), Politikwissenschaftler
- Paul Heyman (* 1965), Wrestling-Promoter
- David Jaffin (1937–2024), Theologe und Publizist
- David Lascher (* 1972), Schauspieler
- Susan Lucci (* 1946), Schauspielerin
- Michael Matijevic (* 1964), Rocksänger
- Lewis R. Morris (1760–1825), Politiker
- Red Richards (1912–1998), Jazzpianist
- Ernst Riess (1865–1947), Philologe
- Noah Schnapp (* 2004), Schauspieler
- Ruth Schönthal (1924–2006), Pianistin
- Anton Schütz (später auch Anton Schutz; 1894–1977), deutsch-amerikanischer Künstler, Autor und Verleger
- Carolyn Strauss (* 1963), Fernsehproduzentin und -managerin
- Caleb Tompkins (1759–1846), Politiker
- Daniel D. Tompkins (1774–1825), Politiker und 6. Vizepräsident der Vereinigten Staaten von Amerika